# 10378 Ingmarbergman
A 10378 Ingmarbergman (ideiglenes jelöléssel 1996 NE5) a Naprendszer kisbolygóövében található aszteroida. Eric Walter Elst fedezte fel.
Nevét Ingmar Bergman (1918 – 2007) svéd filmrendező után kapta.